# Едзард II (Източна Фризия)
Едзард II II (на немски: Edzard II; * 24 юни 1532 в Гретсил (в Крумхьорн), Долна Саксония; † 1 септември 1599 в Аурих) от фамилията Кирксена е граф на Източна Фризия (1560 – 1599).
Той е син на граф Ено II от Източна Фризия (1505 – 1540) и съпругата му графиня Анна фон Олденбург (1501 – 1575), дъщеря на граф Йохан V фон Олденбург и Анна фон Анхалт-Цербст († 1531). Внук е на граф Едзард I от Източна Фризия († 1528) и Елизабет фон Ритберг († 1512).
След смъртта на баща му през 1540 г. майка му Анна поема управлението от 1542 до 1561 г. По желание на майка му той управлява от 1561 г. заедно с двамата си братя Кристоф (1536 – 1566 в Комаром, Унгария) и Йохан II (1538 – 1591). Между двамата братя Едзард II и Йохан II има борба за надмощие. След смъртта на брат му Йохан II през 1591 г. Едзард II управлява сам графството Източна Фризия. Той има непрекъснато конфликти с племенните съсловия и по тяхно настояване през 1593 г. основава дворцов съд в Аурих.
Едзард II е лутеранец. Той умира на 27 февруари или 1 март 1599 г. в Аурих и е погребан от фамилията му на 13 май 1599 г., като пръв от род Кирксена, в църквата Св. Ламберти, Аурих. Тази църква става до 1744 г. фамилна гробница.

## Фамилия
Едзард (Едцард) II се жени на 1 октомври 1559 г. в Стокхолм за принцеса Катарина Васа (* 6 юни 1539; † 21 декември 1610), дъщеря на шведския крал Густав I Васа (упр. 1523 – 1560). Бракът им е щастлив. Те имат децата:
- Маргарета (* 22 ноември 1560; † 10 септември 1588)
- Анна (* 26 май 1562; † 21 април 1621), омъжена I. на 12 юли 1583 г. в Хайделберг за курфюрст Лудвиг VI фон Пфалц (1539 – 1583), II. на 21 декември 1585 г. за маркграф Ернст Фридрих фон Баден-Дурлах (1560 – 1604), III. на 7 март 1617 г. в Грабов за Юлиус Хайнрих фон Саксония-Лауенбург (1586 – 1665)
- Ено III (* 30 септември 1563; † 19 август 1625), граф на Източна Фризия, женен I. на 29 януари 1581 г. за Валбурга фон Ритберг (ок. 1557 – 1586), II. на 28 януари 1598 г. в Есенс за херцогиня Анна фон Холщайн-Готорп (1575 – 1610)
- Йохан III (* 1566; † 29 септември 1625), граф на Ритберг, женен на 4 март 1601 г. за племенницата си Сабина Катарина фон Ритберг от Източна Фризия (1582 – 1618), дъщеря на брат му Ено III
- Кристоф (1569 – 1636 в Люксембург), господар на Румпст-Шпонтин, испански губернатор на Люксембург, женен на 13 август 1613 г. за принцеса Ламбертина де Лин (1593 – 1651)
- Едзард (Едцард) (1571 – 1572)
- Елизабет (1573 – 1573)
- София (* 5 юни 1574; † 20 март 1630)
- Карл Ото (* 1577; † 28 февруари 1603 в Знайм, Южна Моравия)
- Мария (* 1 януари 1582; † 9 юли 1616), омъжена на 1 септември 1614 г. в Даненберг за княз Юлиус Ернст фон Брауншвайг-Даненберг (1571 – 1636)

Едзард II е директен прародител на нидерландския крал Вилем-Александер (* 1967).